# Ҩ (слово ћирилице)
Ҩ ҩ (Ҩ ҩ; искошено: Ҩ ҩ) је слово у абхаској ћириличној азбуци. Зове се О-кука или кукасто О. Изводи се из почетног облика арапског слова хаʾ, ⟨ه‍⟩.  У стандарду за кодирање текста Unicode, ово писмо се зове „абхаско Ха“. Његов облик има неких сличности са грчким словом Тхета (Θ θ/ϑ).  На енглеском, О-кука се обично романизује користећи латинично слово О са тачком испод (Ọ ọ), али његова ISO 9 транслитерација је латинично слово О са грејвом (Ò ò).  
О-кука се користи у писму абхаског језика где представља лабијално-палатални апроксимант    /ɥ/, који означава звук идентичан ⟨ui⟩ у француском „huit“ ([ɥи]). 
Ҩ се налази између О и Π у азбуци.

## Рачунарски кодови
| Знак                      | Ҩ                                    | Ҩ                                    | ҩ                                  | ҩ                                  |
| ------------------------- | ------------------------------------ | ------------------------------------ | ---------------------------------- | ---------------------------------- |
| Назив у Уникоду           | CYRILLIC CAPITAL LETTER ABKHASIAN HA | CYRILLIC CAPITAL LETTER ABKHASIAN HA | CYRILLIC SMALL LETTER ABKHASIAN HA | CYRILLIC SMALL LETTER ABKHASIAN HA |
| Врста кодирања            | децимална                            | хексадецимална                       | децимална                          | хексадецимална                     |
| Уникод                    | 1192                                 | U+04A8                               | 1193                               | U+04A9                             |
| UTF-8                     | 210 168                              | D2 A8                                | 210 169                            | D2 A9                              |
| Нумеричка референца знака | &#1192;                              | &#x4A8;                              | &#1193;                            | &#x4A9;                            |

У Unicode верзији 1.0, велико и мало кукасто О су названи [CYRILLIC CAPITAL/SMALL LETTER O HOOK].

## Слична слова
Ü ü : Латиничко слово U са дијарезом/умлаутом.
Ӱ ӱ : Ћириличко слово У са дијарезом/умлаутом.
W w : Латиничко слово дупло U.
Ў ў : Ћириличко слово У са бревом.